# Jan Nepomuk Rotter
Jan Nepomuk Hynek Rotter OSB, též Johann Nepomuk Rotter (27. února 1807 Broumov – 4. května 1886 Broumov), byl rakouský římskokatolický duchovní, teolog a politik německé národnosti z Čech, v 60. letech 19. století poslanec Českého zemského sněmu, dlouholetý Opat břevnovský a broumovský.

## Biografie
Pocházel z rodiny chudého řemeslníka z Broumova. Absolvoval klášterní gymnázium v Broumově a studoval filozofii a teologii na Karlo-Ferdinandově univerzitě v Praze. 27. října 1825 se stal novicem u benediktinů v Broumově a roku 1828 složil řeholní slib. 20. července 1830 byl vysvěcen na kněze. Roku 1834 získal na Karlo-Ferdinandově univerzitě titul doktora teologie. Od roku 1836 působil na stolici dogmatiky Univerzity ve Štýrském Hradci a roku 1842 byl jmenován profesorem dogmatiky na Karlo-Ferdinandově univerzitě v Praze. Později zastával i post jejího děkana. V letech 1853–1854 zastával post rektora Karlo-Ferdinandovy univerzity v Praze. 7. listopadu 1844 se stal opatem břevnovského kláštera. V této funkci setrval až do své smrti. V roce 1869 mu bylo k 25. výročí trvání jeho opatského úřadu uděleno čestné občanství v Polici nad Metují. Byl prvním infulovaným zemským prelátem v Čechách. Byl skutečným arcibiskupským a biskupským konzistorním radou a asesorem. Roku 1880 mu byl udělen Řád železné koruny.
Po obnovení ústavního systému vlády počátkem 60. let se zapojil i do politického života. V doplňovacích volbách v únoru 1864 byl zvolen na Český zemský sněm, kde zastupoval kurii velkostatkářskou. Uspěl i v řádných zemských volbách v lednu 1867. Do sněmu se ještě vrátil po zemských volbách v Čechách roku 1870.
 Politicky se profiloval jako konzervativec. Patřil ke Straně konzervativního velkostatku, která podporovala české státní právo. Národní politika ho hodnotila jako člověka, který ač Němec rodem, vždy horlivým byl našich snah podporovatelem.
Roku 1881 byl jmenován doživotním členem Panské sněmovny (nevolená horní komora Říšské rady). Navzdory pokročilému věku na práci Panské sněmovny aktivně podílel.
Zemřel v květnu 1886. Příčinou úmrtí byla sešlost věkem. Krátce před smrtí byl raněn mrtvicí a už se nezotavil.